# Кхаджурахо
Кхаджурахо (хинди खजुराहो, англ. Khajuraho) — бывшая столица средневекового государства Чандела (IX—XIII вв.) в Центральной Индии (штат Мадхья-Прадеш), на территории которой сохранилась группа древних храмов, в настоящее время — туристическое селение. С 1986 года Кхаджурахо является объектом всемирного наследия ЮНЕСКО.

## Происхождение
В прошлом Кхаджурахо был огромным городом, сейчас его живописные руины занимают площадь примерно 14 км². Храмы Кхаджурахо сооружены во времена династии Чандела, правившей в 850—1150 годах. Город был их культурной и религиозной столицей. Большинство храмов построены в период между 950 и 1100 годами.
Из 85 храмов сохранилось только 20, которые образуют три группы и принадлежат к двум различным религиям — индуизму и джайнизму, демонстрируя органичное сочетание между архитектурными формами и скульптурой. Светские постройки в Кхаджурахо не сохранились. Храмы Кхаджурахо сохраняют стилевую общность с храмами северного, индоарийского типа. В то же время они обладают особенностями в композиции, интерьере, пластическом убранстве. Для представленного здесь североиндийского стиля «нагара» характерны три элемента: квадратное святилище (санктум санкторум), один или два ряда трансептов и шикхара, венчающая храм.
После падения династии Чандела город был частично разрушен и в период мусульманского правления затерялся в джунглях. В 1838 году местные проводники привели капитана британской армии Т. Берта к затерянным храмам, благодаря чему они вновь стали открыты для широкой общественности. Основатель индийской археологии Александр Каннингем сообщал, что спустя несколько лет после повторного открытия Кхаджурахо храмы тайно использовались йогами и индусами для проведения духовных практик. Туда стали стекаться паломники в дни проведения крупных праздников, таких как Махашиваратри. В 1850 году индолог Фредерик Мэйси сделал первые карандашные зарисовки архитектурных деталей Кхаджурахо.

## Монументальная архитектура Кхаджурахо

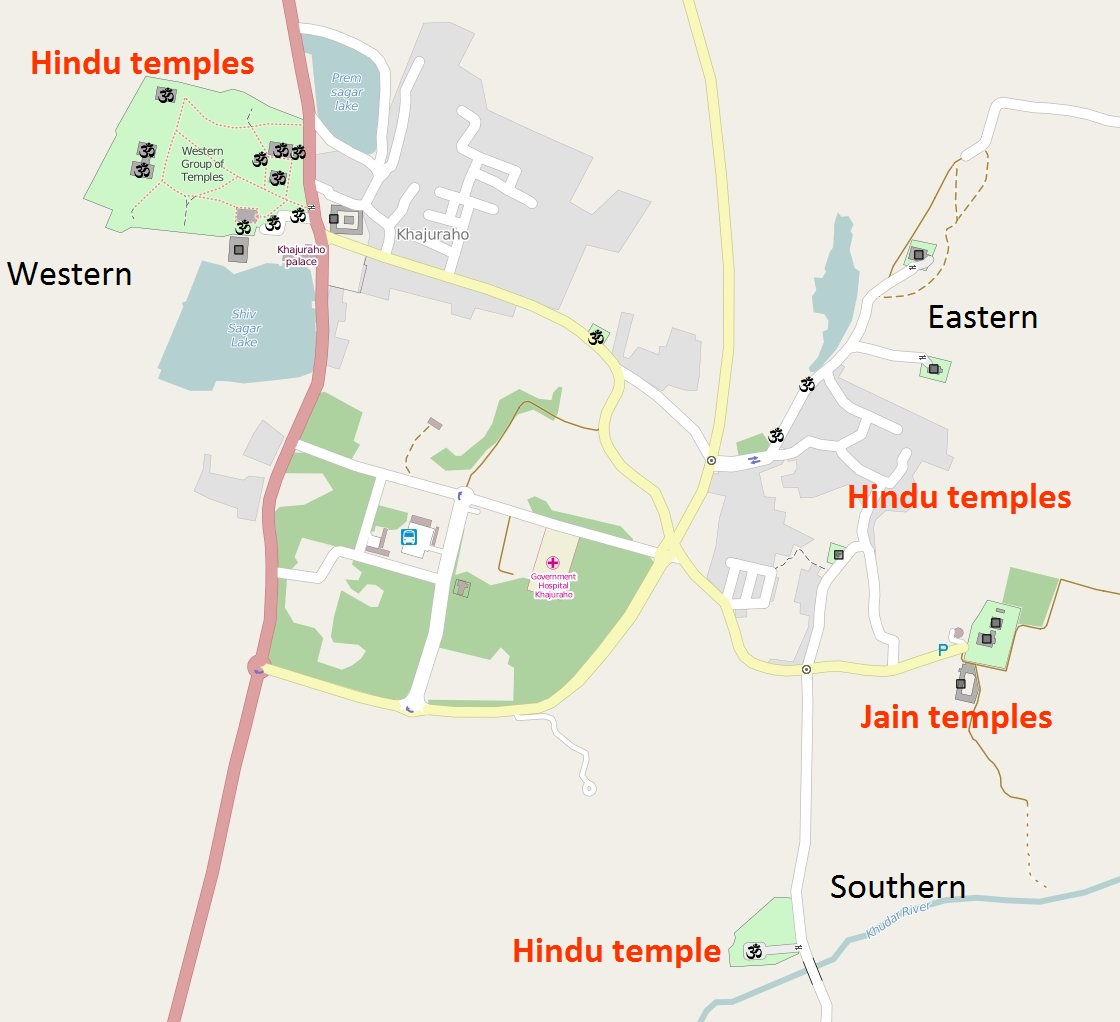
Карта Кхаджурахо

Комплекс Кхаджурахо представляет собой кульминацию развития средневековой архитектуры в Северной Индии. Храмы посвящены божествам шиваизма, вайшнавизма и джайнизма. Почти все храмы построены из светло-коричневого песчаника на высокой массивной платформе без характерной для индийских храмов ограды. Здания расположены тремя компактными группами. Наиболее выдающимися считаются храмы западной группы. Среди них выделяется храм Чаунсат Йогини (Chausath Yogini temple, храм 64 послушниц), один из самых древних храмов, посвящённых богине Кали. Самый крупный храм принадлежит той же группе, это храм Кандарья-Махадева, посвящённый Шиве. Стены храмов покрыты изысканной резьбой по камню. Скульптуры и рельефы изображают различных мифологических героев, животных, музыкантов, танцоров и влюблённых.
Некоторые из храмов, такие как храм Деви Джагадамби (Devi Jagadambi), посвящённый матери Вселенной, богато украшены эротическими скульптурами, которые некоторые индологи связывают с тантрическими практиками. Большинство храмов Кхаджурахо посвящено основным богам индуизма (Шиве и его супруге, а также Вишну), однако среди достопримечательностей также встречаются храмы джайнов и второстепенных (местных) божеств.
Западная группа состоит из 9 индуистских храмов и только 5 из них представляют наибольший интерес как для туристов, так и для специалистов. Четыре храма джайнов восточной группы исполнены не столь качественно и изысканно. На юге расположено несколько второстепенных храмов, которые посещают, преимущественно, туристы, интересующиеся историей. В целом из 22 храмов главной популярностью пользуются только 5 храмов из западной группы, ежегодно привлекающие тысячи туристов.
Большинство индуистских храмов возведено по общему замыслу и плану, различаясь в деталях. Все они симметрично выстроены относительно оси восток-запад. Общий план соответствует фрактальной геометрии и отражает синтез индуистской космологии и философии. Три храма построены из гранита, к ним относятся Чаунсат Йогини, Брахмы и Лалгун махадева. Остальные храмы Кхаджурахо сделаны из песчаника, цвет камня варьируется от тёмно- до светло-жёлтого, встречается розовый. Считается, что материал для строительства добывали в городе Панна (Panna, штат Мадхья-Прадеш) на восточном берегу реки Кен.

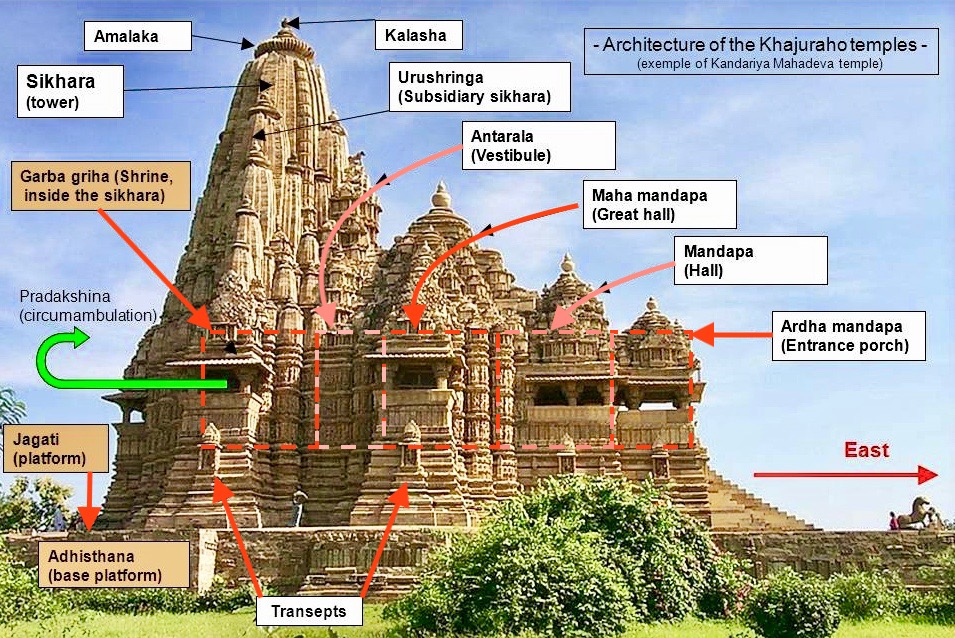
Структура и пространственная ориентация храма

К особенностям храмов Кхаджурахо относят компактность, вытянутость вверх, отсутствие стен вокруг храмов, высокие платформы-террасы (джагати), открытые галереи вокруг храма, а также богатая скульптура. Все храмы построены по одинаковому плану. Они включают вход-портик или входной павильон (ардха-мандапа), открытую галерею-вестибюль (мандапа), центральный зал храма (маха-мандапа) и святилище (санктум).
В больших храмах боковые трансепты обладают окнами с балконами для вентиляции. Над балконами размещены роскошные скульптурные группы, которые показывают сцены из жизни богов. Солнечный свет из окон освещает внутренний центральный зал. Схематично храм с двумя парами трансептов вдоль оси похож на латинский крест. Некоторые из больших храмов имеют дополнительные святилища (часовни) по четырём углам платформы. Храмы имеют подчёркнуто высокое основание, платформу-террасу (джагати). По её периметру размещены серии восхитительных орнаментов. Великолепные рельефы сменяют друг друга, как кадры из фильма о жизни династии Чандела. Стены храмов покрыты двумя и более рядами изысканной скульптуры. Совершенная красота проявляется в каждой статуе с её утонченностью, культом изящества и совершенства. Храмовая скульптура является главной притягательной особенностью Кхаджурахо.
Над стенами возвышаются своды, состоящие из ряда рукотворных пиков. Древние писания сравнивают их с горной грядой горы Кайлаш (у Шивы) или Меру (у Вишну). Высота сводов постепенно увеличивается от самого низкого уровня (располагается над входом-портиком) до самого высокого, шикхары (размещается над святилищем). Своды выстроены по одной оси, каждый из них имеет пирамидальную форму.

## Внутреннее устройство и убранство храмов

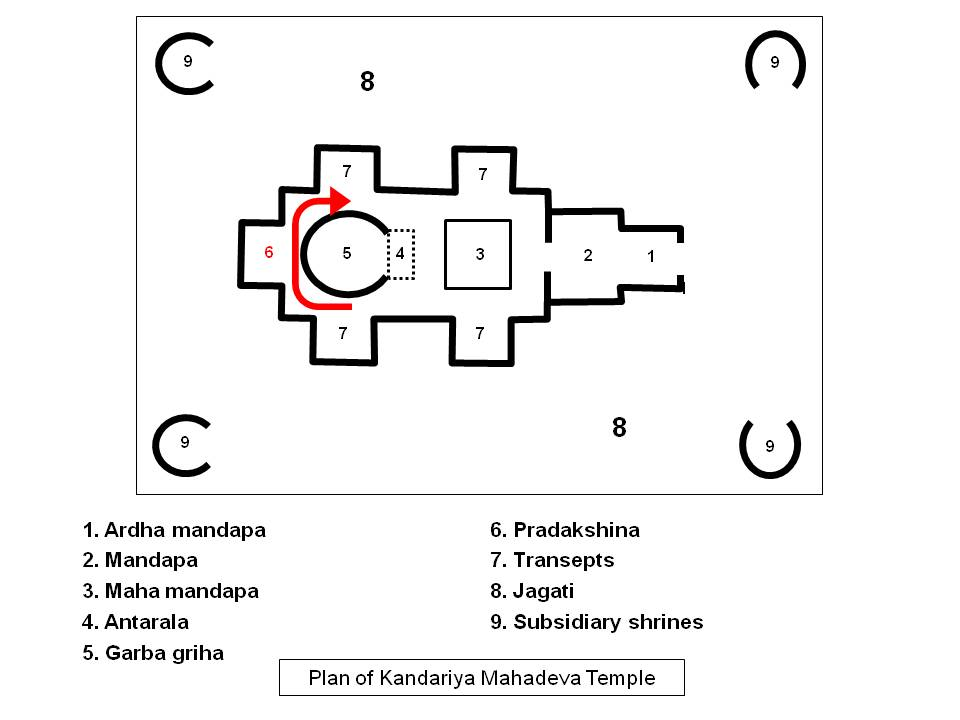
План храма

Вход-портик в храм представляет собой продолговатый проход в следующий открытый вестибюль (мандапу). Он богато украшен круговой гирляндой из камня. Орнамент состоит из любовных пар, красивых цветов и мифических животных. В мандапе пространство расширяется. Вестибюль украшен балюстрадой (какшасаной), резным потолком, колоннами и пилястрами. Центральный зал (маха-мандапа) представляет собой закрытое помещение внутри боковых трансептов. В больших храмах в центре зала находится квадратное возвышение (антарала) с колоннами по углам, которое преграждает прямой путь к святилищу. Вход в святилище всегда богато декорирован. Внутри него находится мурти, статуя божества или лингам (если храм посвящен Шиве). Интерьер храмов обильно украшен деталями и скульптурой. Потолок покрыт искусным геометрическим рисунком. Самый знаменитый элемент внутреннего убранства представлен поддерживающими фигурами апсар. Образы апсар, являющиеся шедеврами средневековой скульптуры, изображены в чувственных позах и идеально отполированы камнерезами. На фасаде святилища чаще всего помещают две или три группы статуй божеств и их спутников, точные копии с внешнего фасада храма.

## Скульптурные композиции Кхаджурахо

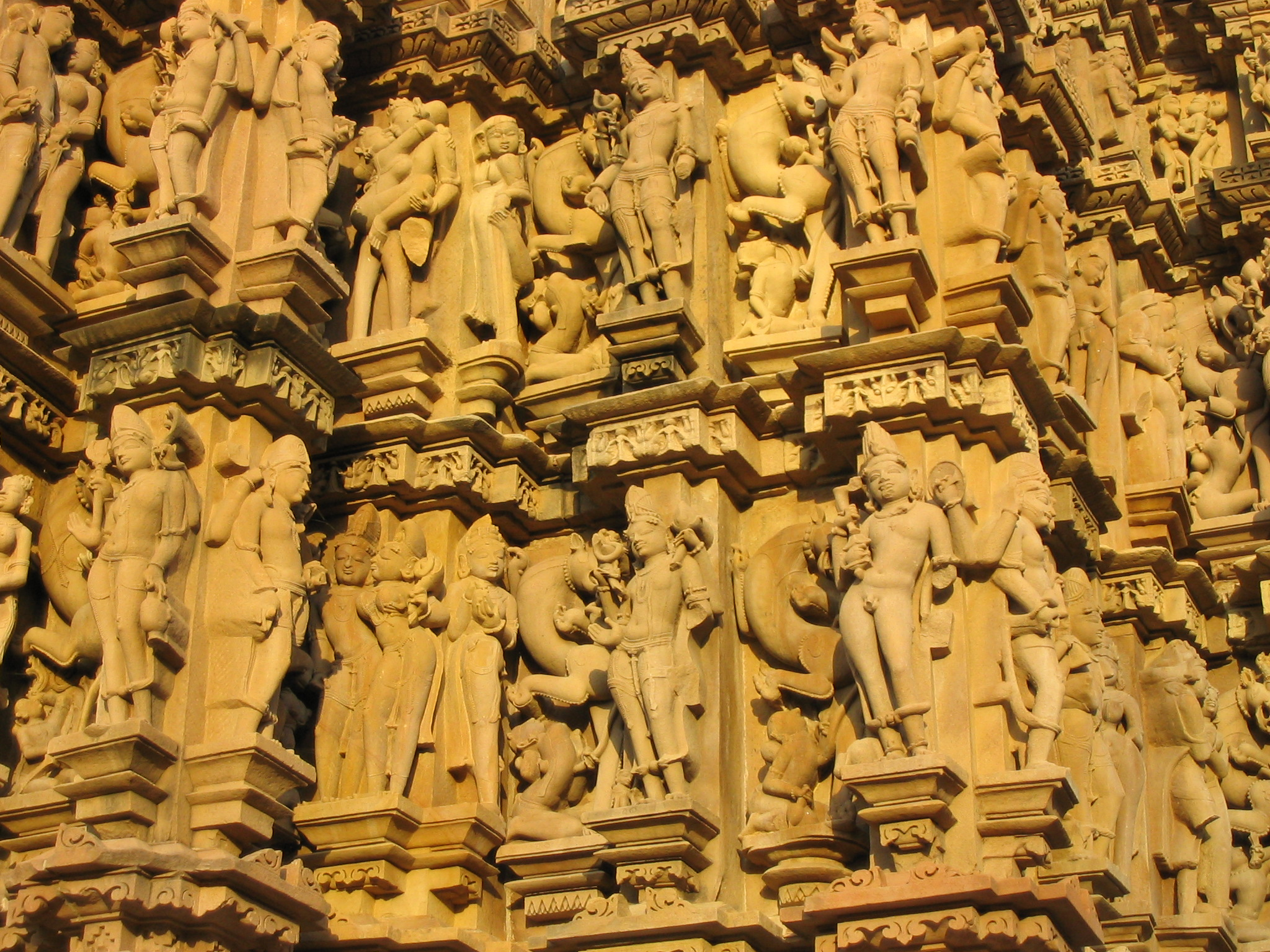
Большой рельеф храма Деви Джагадамби

Скульптура храмов Кхаджурахо берёт истоки из средневековой школы Ориссы, и превосходит её в изяществе изображения. Все скульптуры комплекса можно разделить на пять категорий.
- Скульптуры божества, которому посвящён храм. Встречаются в нишах на стенах, а также в больших и средних барельефах на фасадах храмов и во внутреннем убранстве. Скульптуры в нишах выполнены в соответствии с религиозными канонами, заложенными в Агамах. Божества можно отличить по особым признакам: короне, атрибутам в руках, украшениям (каустубха), ожерельям или гирляндам (ванамала) и браслетам, ездовому животному.
- Скульптуры спутников божеств. К ним относятся супруги божеств (Лакшми или Парвати), ездовые животные (Гаруда или Нанди), спутники (Вишваксена), святые мудрецы-риши. У некоторых божеств может быть группа сопровождающих его лиц.
- Полубоги и духи. К ним относятся апсары, гандхарвы и сурасундари (небесные красавицы). Они представляют наиболее известную и многочисленную группу скульптур Кхаджурахо. Встречаются в больших и средних барельефах на фасадах храмов, на внутренних стенах, колоннах и потолке. Изображаются в виде прекрасных женщин (мужчин), одетых в богатые одежды и носящих драгоценности.
- Светские образы. Скульптуры посвящены правителям-покровительствовавшим строительству и содержанию храма. К ним относятся правители и их семьи, а также сцены из обыденной жизни царского двора. Скульптурные композиции представлены учителями и учениками, сценами домашнего быта, танцорами и музыкантами, влюблёнными парами или эротическими группами.
- Скульптуры животных. На барельефах представлены различные животные, характерные для Древней Индии, а также мифические животные. К часто встречающимся образам относятся слоны, кони, кабаны, обезьяны, собаки, птицы.

## Эротизм Кхаджурахо

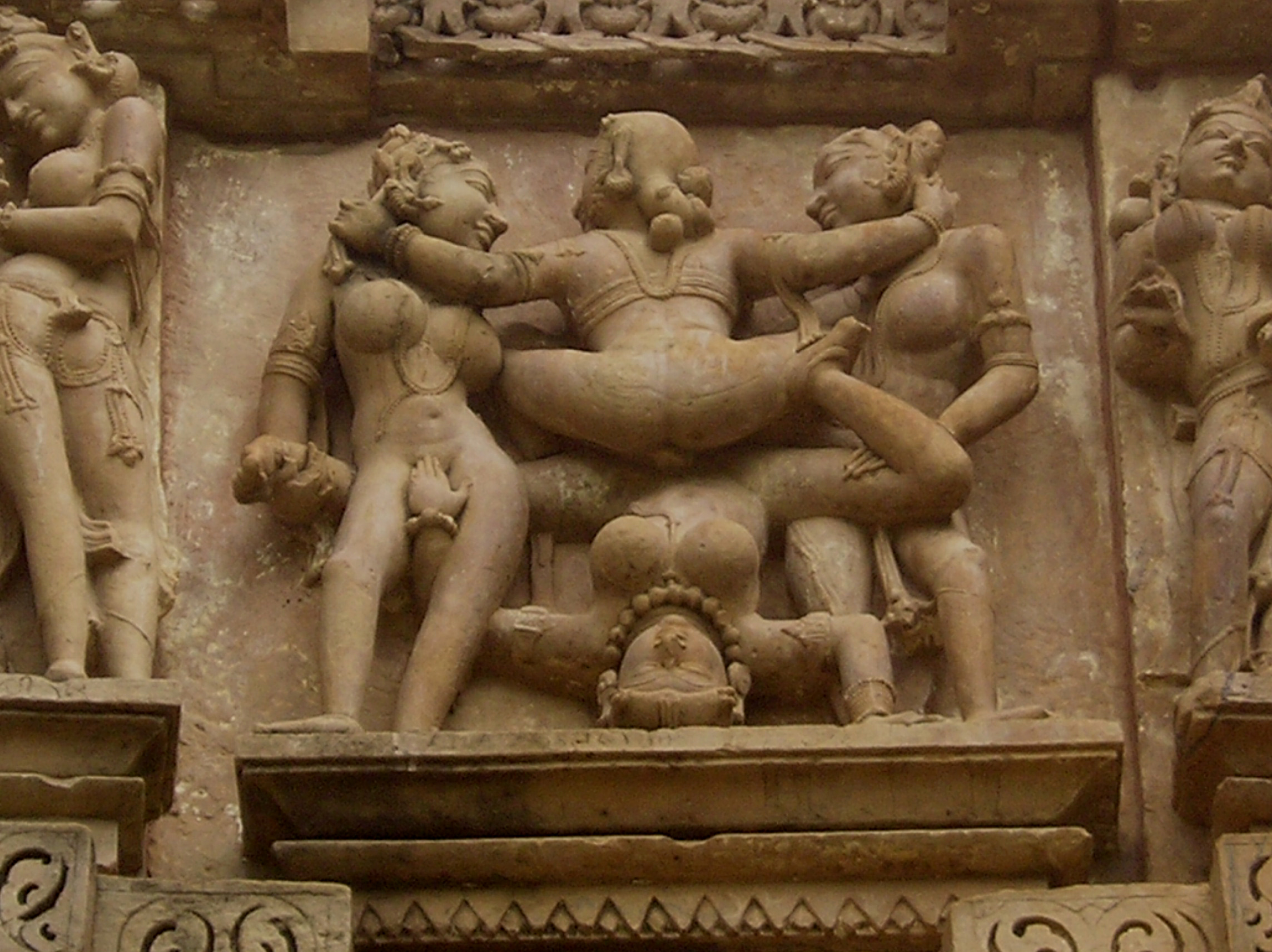
Деталь фасада храма Вишванатха (Шивы)

Кхаджурахо стал символом эротической скульптуры. Изящные женщины (сурасундари) и их спутники представлены в жизненных сценах. Сурасундари может раздеваться, зевать, почёсывать бок, трогать грудь, умываться, вытаскивать занозу из ноги, ласкать ребёнка, играть с домашним питомцем, писать письмо, играть на флейте. Женщины танцуют и поют, держат цветы лотоса, зеркало, сосуд с водой, благовония и другое. Эротические сцены встречается на фризах платформ, а также в больших, средних и малых барельефах на фасадах храмов. Часто любовные пары помещены в местах соединений между отдельными архитектурными элементами храмов на фасаде здания (например, соединение святилища с центральным залом). Эротические скульптуры и барельефы дают представление о сексуальной жизни в Древней Индии. Из трёх целей секса в индуистской философии (продолжении рода, удовольствие и просвещение) в эротических сценах представлено только удовольствие. Все эротические сцены расположены на внешних стенах за пределами храма и нет ни одной из них внутри храмов. По мнению некоторых индологов, эротические сценки иллюстрируют тантрические практики. Камасутра упоминает ряд гомосексуальных позиций в главе 8 третьей части и в Кхаджурахо представлено несколько соответствующих сцен. Помимо Кхаджурахо, гомосексуальные мотивы встречаются в архитектуре храмов в Конарке и Пури, а также на буддийском памятнике в Боробудуре в Индонезии.
Индологи выдвигают несколько объяснений эротизма ряда скульптурных композиций Кхаджурахо. Во-первых, сексуальная тема могла быть общедоступной в Древней Индии и не являлась предметом табу. В «Хожении за три моря» тверской купец Афанасий Никитин, путешествовавший в средневековую Индию в 1468—1475 годах, отмечал: «А женщины ходят — голова не покрыта, а груди голы, а мальчики и девочки нагие ходят до семи лет, срам не прикрыт» и далее по прибытии в Бидар (Карнатака), «а здесь люди все черные, все злодеи, а женки все гулящие, да колдуны, да тати, да обман, да яд, господ ядом морят». Во-вторых, скульптуры являются иллюстрациями Камасутры и имеют ритуальный символизм. В соединении йоги (контроля за эмоциями и телом) и бхоги (физического удовольствия) индусы видели путь к достижению освобождения. В-третьих, размещение эротической скульптуры на нижних уровнях храмов имело целью показать место половых отношений в иерархии человеческих ценностей. На верхних уровнях расположены только божества и полубоги. При этом в искусстве Древней Индии встречаются более ранние изображения влюблённых пар. К ним относятся терракотовые скульптуры периода Шунга, а также скульптура более позднего периода в городах Амаравати и Матхура. В целом, эротизм храмового комплекса Кхаджурахо нередко преувеличивается. По оценкам индологов, среди скульптур и барельефов, украшающих внешние стены западной группы храмов, эротическими являются не более 2-3 %.

## Группы храмов

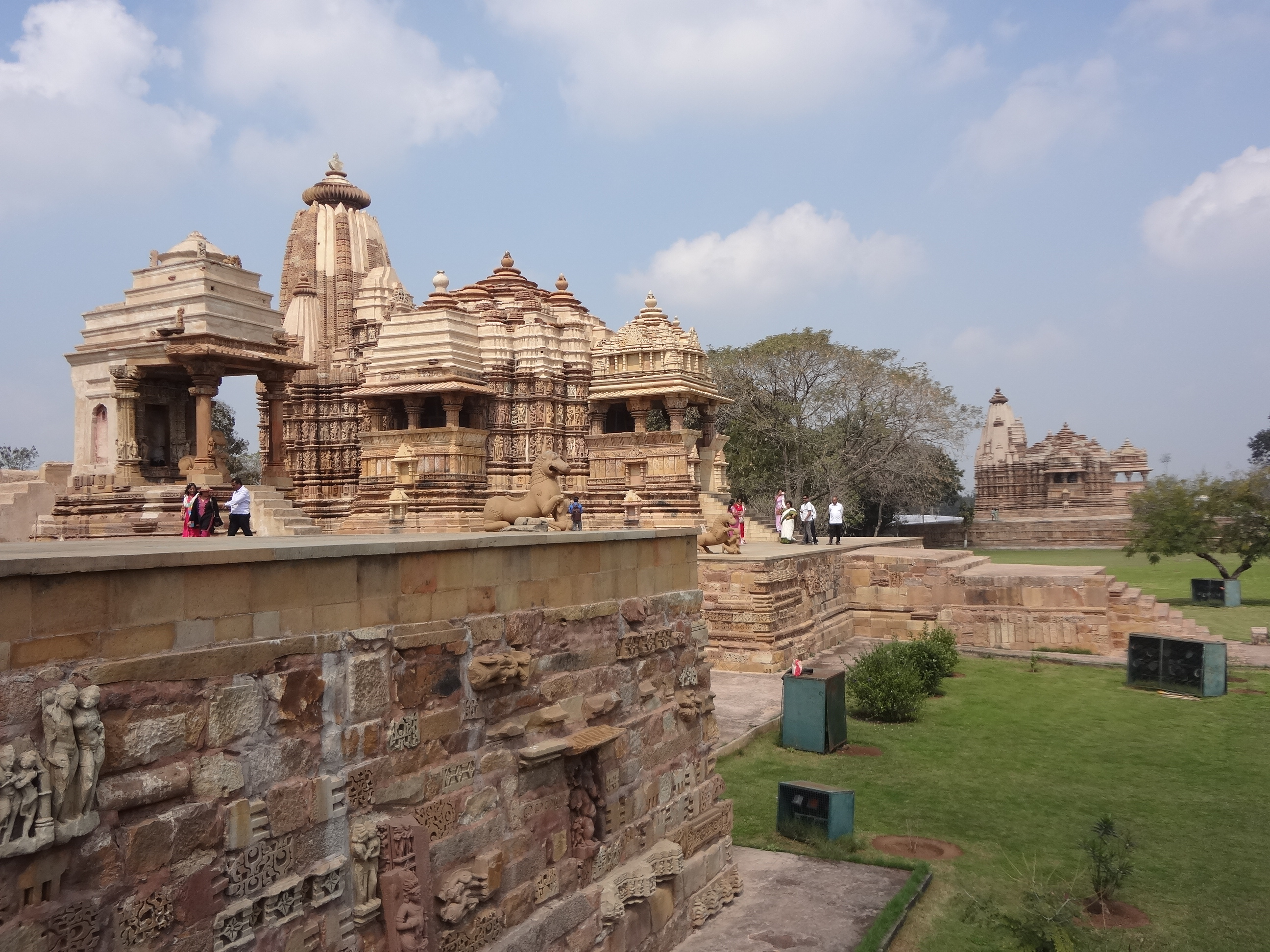
Вид со стороны западной группы храмов

Сравнение скульптуры, архитектуры и декоративных особенностей храмов Кхаджурахо показывает, что по времени строительства все храмы можно разделить на две группы. Ранняя группа с менее роскошными храмами включает храмы Чаунсат Йогини, Брахмы, Лалгун махадева и Варахи — все они построены из гранита и песчаника. Вторая группа включает храмы только из песчаника. Из него созданы храмы Лакшманы, Чатурбхуджи и Дуладева. После храма Лакшманы были возведены храмы Паршванатха, Вишванатха, Деви Джагадамби и Читрагупты.
Олицетворением архитектуры Кхаджурахо является храм Кандарья-Махадева. Его построили в честь Шивы, а название отражает один из эпитетов Шивы: «Великий бог пещеры». Считается, что его строительство произошло между 1025 и 1050 годами. Храм воздвигли по повелению правителя Видьядхары, который тем самым хотел отблагодарить Шиву за военную победу над Махмудом Газневи. Внутри храма располагаются три зала, площадь которых последовательно увеличивается. Первый посвящен Шиве, второй — его супруге Парвати, а в третьем зале, представляющем святилище, находится Шива-лингам.
Самый поздний период строительства представляют храмы Ваманы, Адинатхи и Явари, более скромные по размерам, но не менее изящные. Храмы расположены вдоль главной дороги к западу от туристической деревни Кхаджурахо. Храмы западной группы наиболее посещаемы туристами. Первым от входа находится храм Лакшмана, рядом с ним два храма поменьше: Варахи и Лакшми. Следом за ними на одной платформе возвышаются храмы Кандарья-Махадева и Деви Джагадамби. Справа от них стоит единственный в Кхаджурахо храм богу Солнца, Читрагупта. Следом за ним ближе к выходу находится храм Вишванатха со святилищем быку Нанди, а слева расположен храм Лакшманы, посвящённый Вайкунтха Чатурмурти. Восточная группа храмов находится рядом с деревней Кхаджурахо. Она включает в себя три вайшнавские храма (Брахмы, Ваманы и Явари) и три джайнистских храма (Ганатаи, Адинатха и Паршванатха). На юге расположено два храма: Дуладева и Чатурбхуджа. Большая статуя Ханумана находится на середине пути между западной группой храмов и деревней Кхаджурахо.

## Состав храмового комплекса
В состав комплекса Кхаджурахо входят следующие храмы:
| Современное наименование | Группа храмов | Координаты                      | Религия  | Божество             | Изображение |
| ------------------------ | ------------- | ------------------------------- | -------- | -------------------- | ----------- |
| Храм Чаунсат Йогини      | западная      | 24°50′58″ с. ш. 79°55′05″ в. д. | индуизм  | Кали и 64 йогини     |             |
| Храм Лалгун махадев      | западная      | 24°51′03″ с. ш. 79°54′41″ в. д. | индуизм  | Шива                 |             |
| Храм Брахмы              | восточная     | 24°30′21″ с. ш. 79°33′21″ в. д. | индуизм  | Махавишну            |             |
| Храм Лакшмана            | западная      | 24°51′08″ с. ш. 79°55′18″ в. д. | индуизм  | Вайкунтха Чатурмурти |             |
| Храм Варахи              | западная      | 24°51′07″ с. ш. 79°55′20″ в. д. | индуизм  | Вараха               |             |
| Храм Паршванатха         | восточная     | 24°50′41″ с. ш. 79°56′12″ в. д. | джайнизм | Паршванатх           |             |
| Храм Ганатаи             | восточная     | 24°50′46″ с. ш. 79°56′00″ в. д. | джайнизм | Адинатх              |             |
| Храм Вишванатха          | западная      | 24°51′12″ с. ш. 79°55′21″ в. д. | индуизм  | Шива                 |             |
| Храм Нанди (мандапа)     | западная      | 24°51′12″ с. ш. 79°55′20″ в. д. | индуизм  | Нандин               |             |
| Храм Парвати             | западная      | 24°51′12″ с. ш. 79°55′19″ в. д. | индуизм  | Парвати              |             |
| Храм Матангешвара        | западная      | 24°51′07″ с. ш. 79°55′18″ в. д. | индуизм  | Шива                 |             |
| Храм Деви Джагадамби     | западная      | 24°51′12″ с. ш. 79°55′11″ в. д. | индуизм  | Парвати              |             |
| Храм Читрагупта          | западная      | 24°51′16″ с. ш. 79°55′12″ в. д. | индуизм  | Солнце, Читрагупта   |             |
| Храм Адинатха            | восточная     | 24°50′42″ с. ш. 79°56′12″ в. д. | джайнизм | Адинатх              |             |
| Храм Шантинатха          | восточная     | 24°50′39″ с. ш. 79°56′10″ в. д. | джайнизм | Шантинатх            |             |
| Храм Кандарья-Махадева   | западная      | 24°51′11″ с. ш. 79°55′11″ в. д. | индуизм  | Шива                 |             |
| Храм Лакшми              | западная      | 24°51′12″ с. ш. 79°55′20″ в. д. | индуизм  | Лакшми               |             |
| Храм Ваманы              | восточная     | 24°51′11″ с. ш. 79°55′10″ в. д. | индуизм  | Вамана               |             |
| Храм Явари               | восточная     | 24°51′11″ с. ш. 79°55′10″ в. д. | индуизм  | Махавишну            |             |
| Храм Чатурбхуджа         | южная         | 24°51′11″ с. ш. 79°55′10″ в. д. | индуизм  | Махавишну            |             |
| Храм Дуладева            | южная         | 24°51′11″ с. ш. 79°55′10″ в. д. | индуизм  | Шива                 |             |

## Галерея изображений

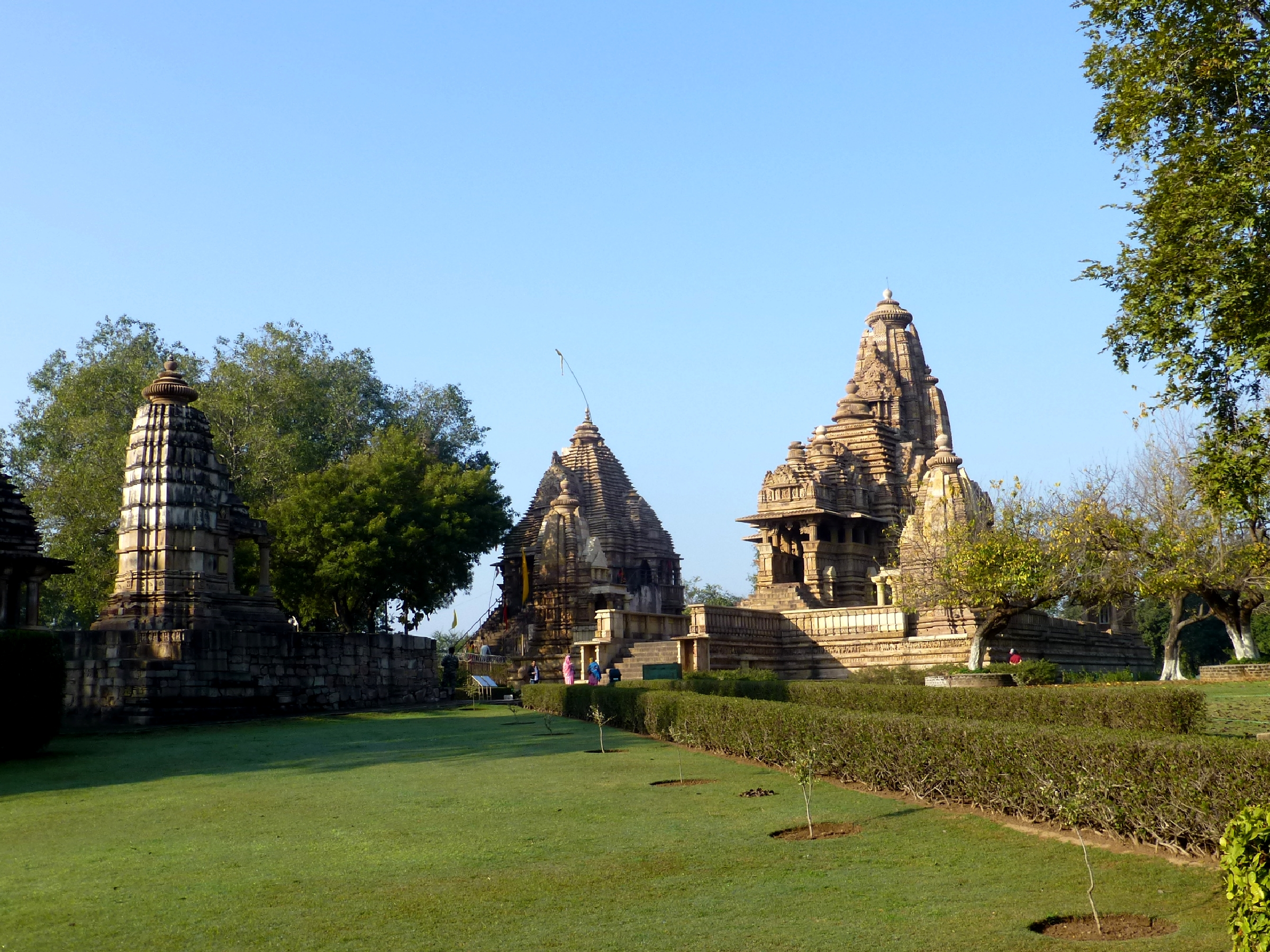
Панорама западной группы храмов
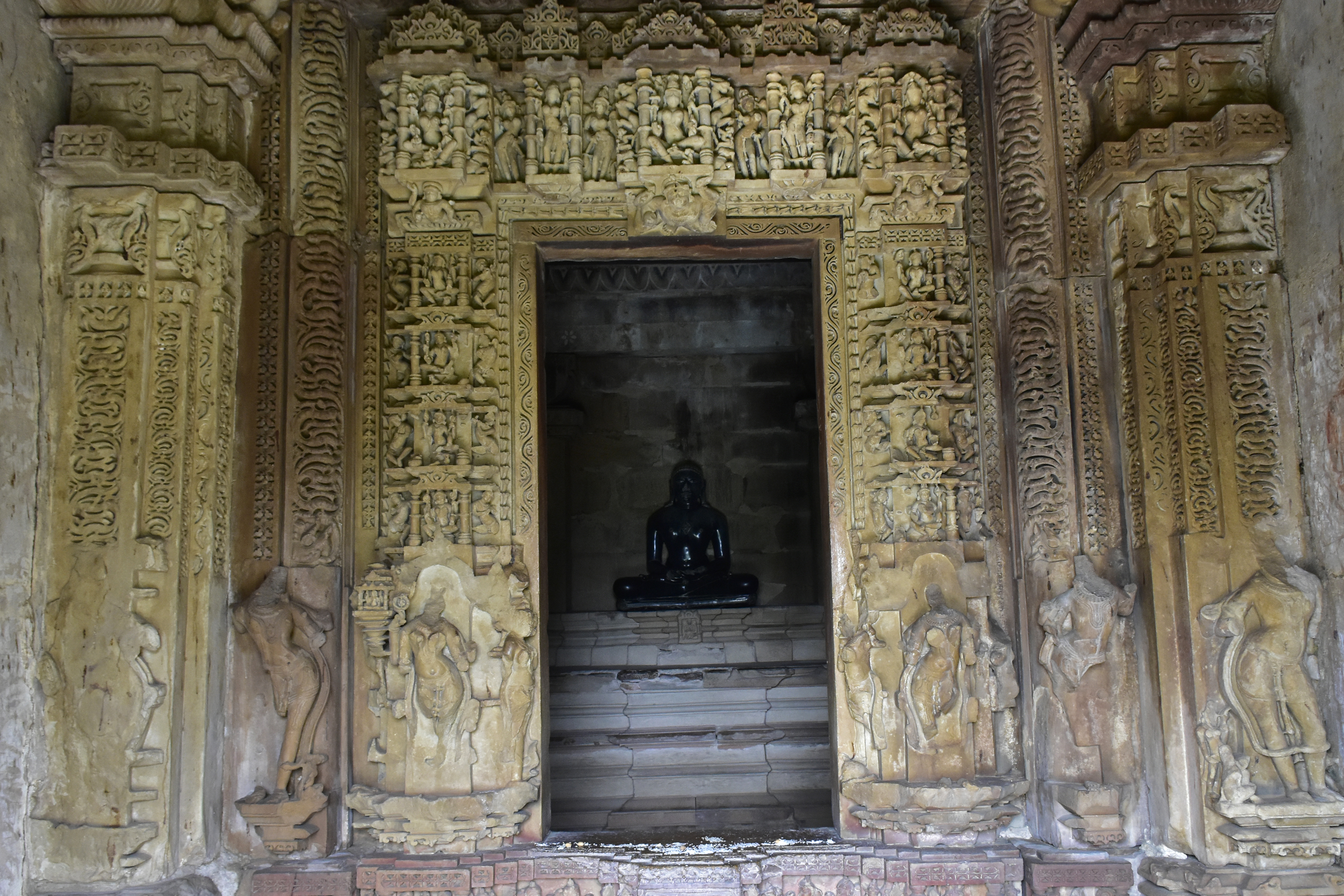
Санктум (святилище)
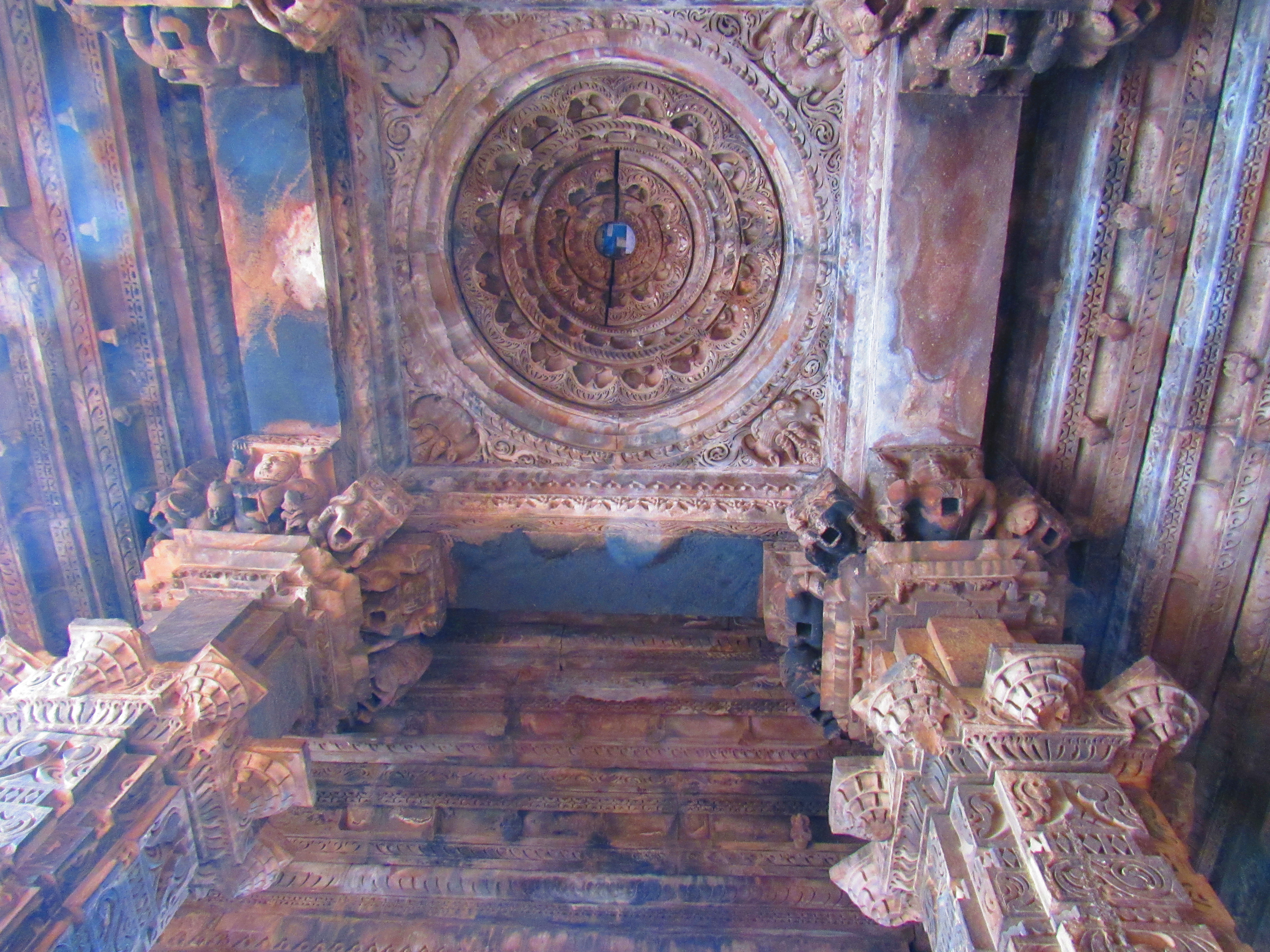
Потолок храма Кандарья-Махадева
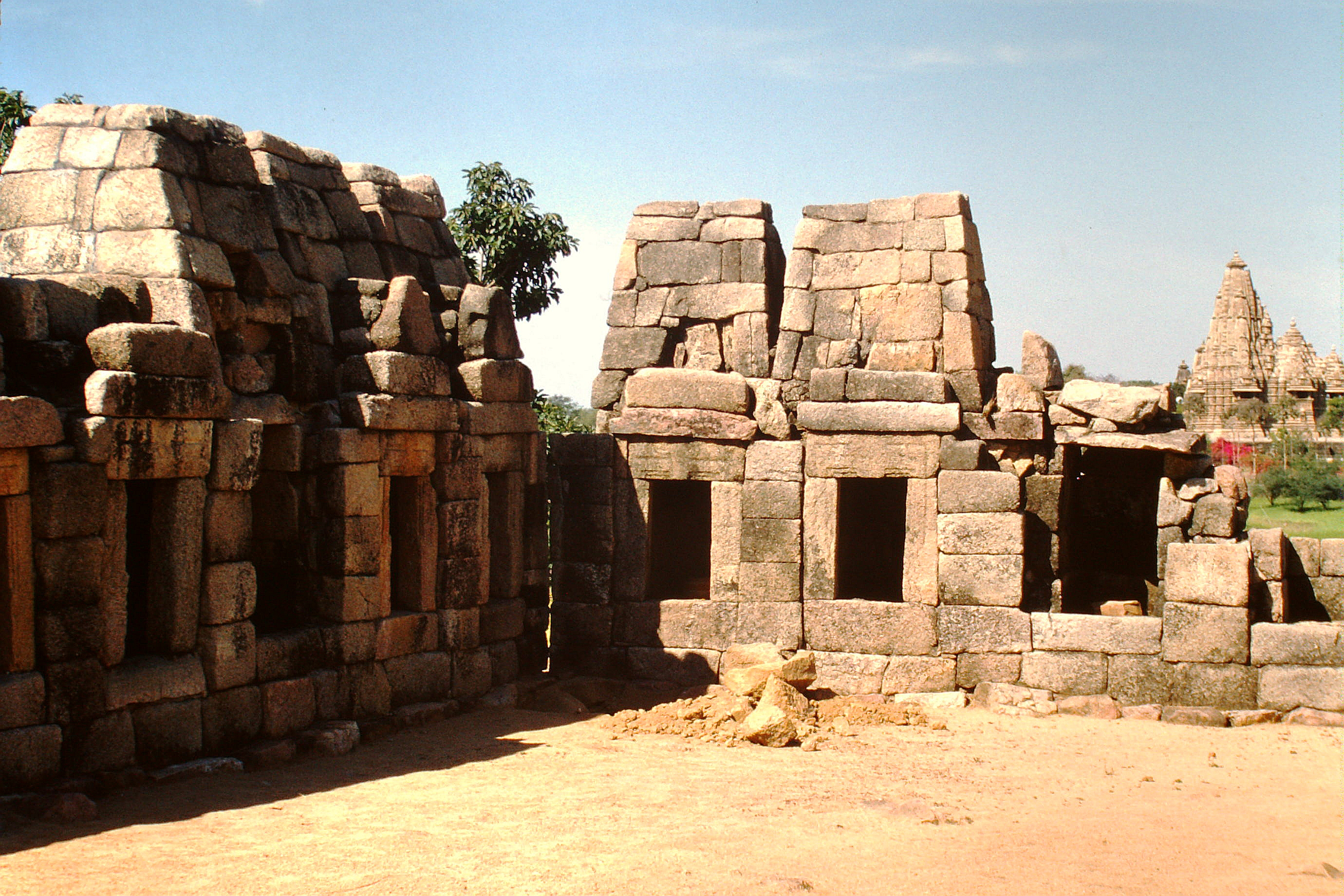
Руины храма Кали
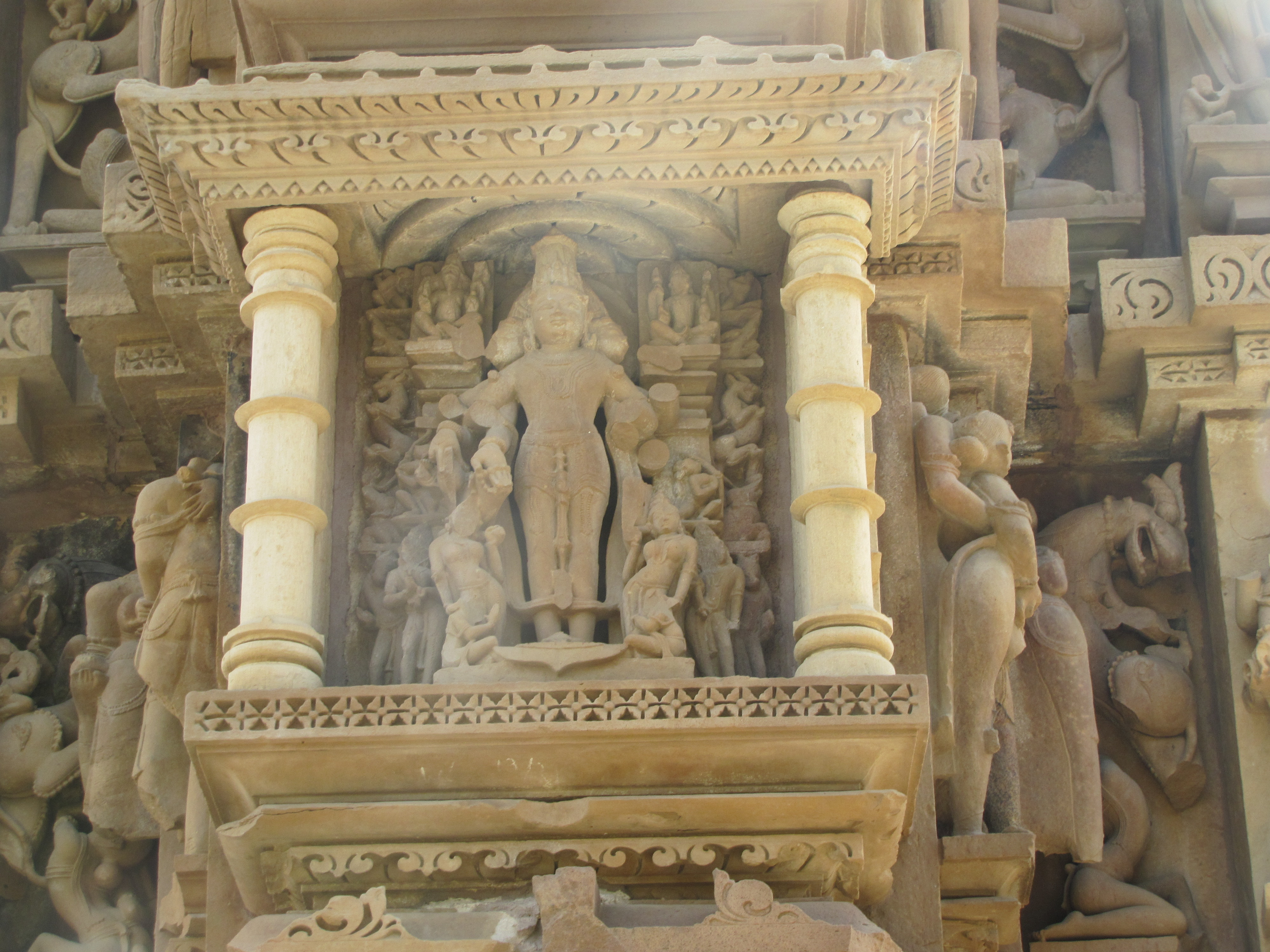
Вишну в храме Читрагупта
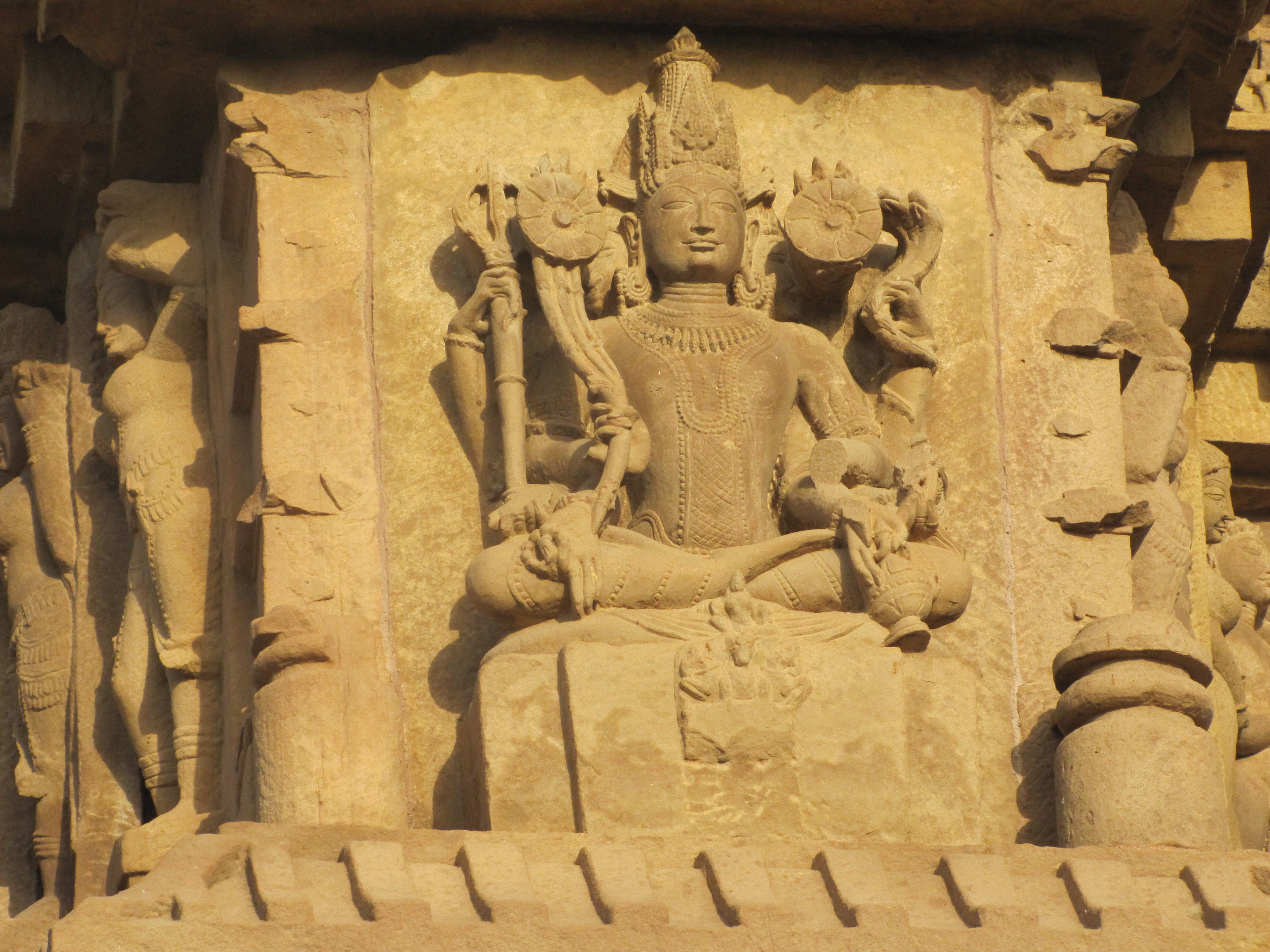
Барельеф Шивы на фасаде храма Дуладева
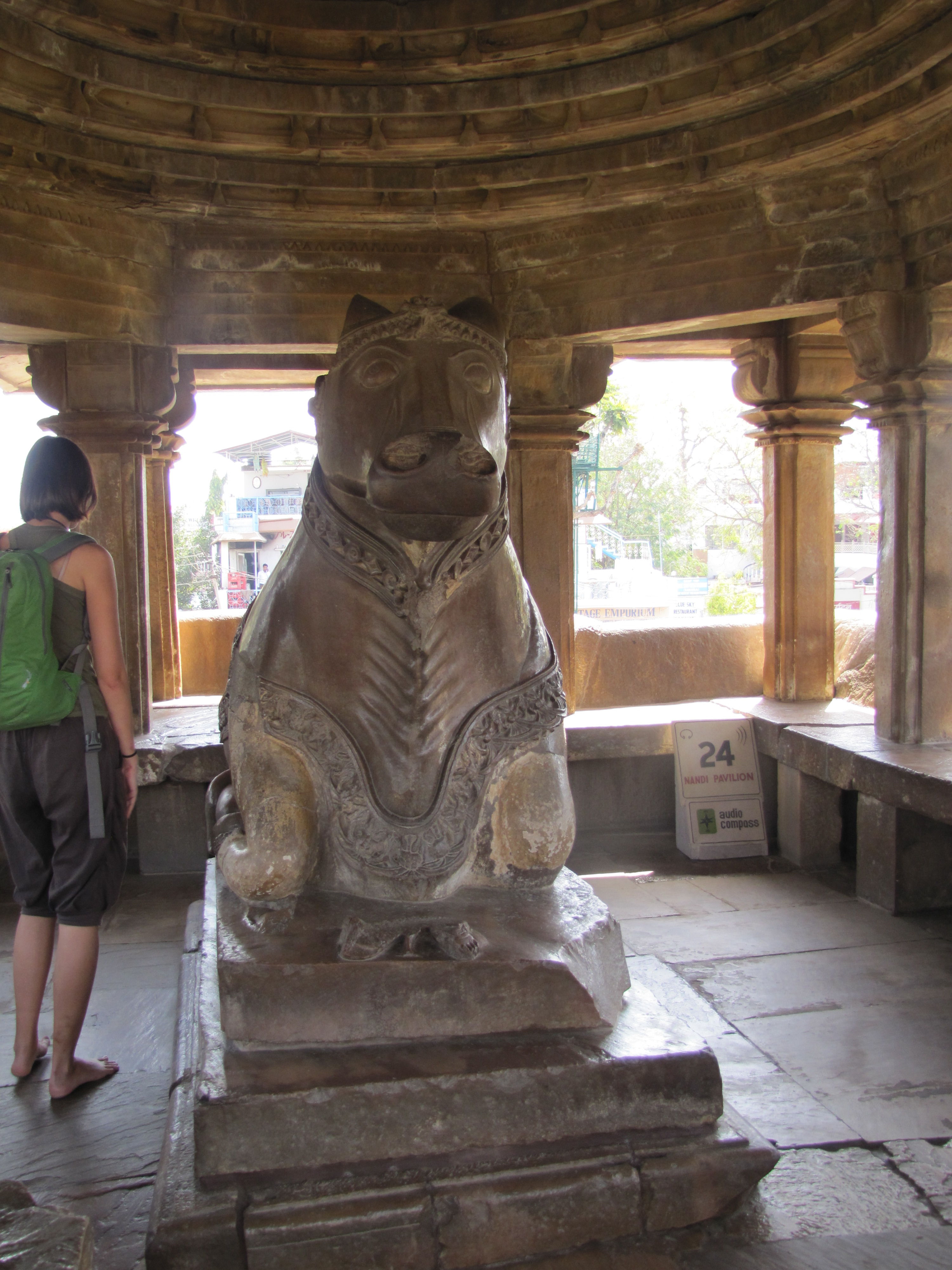
Фигура быка в храме (мандапе) Нанди напротив храма Шивы
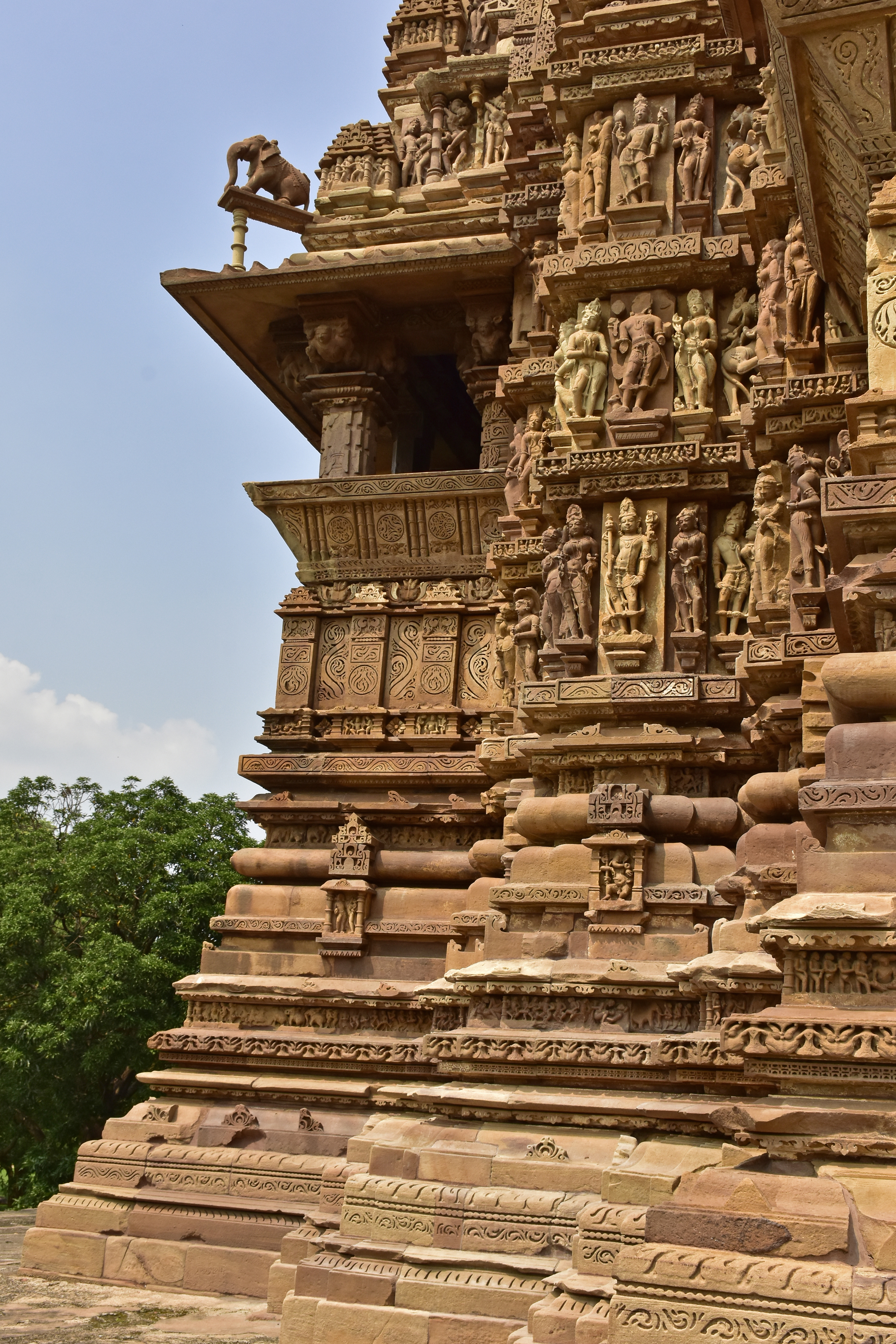
Вид на фасад храма
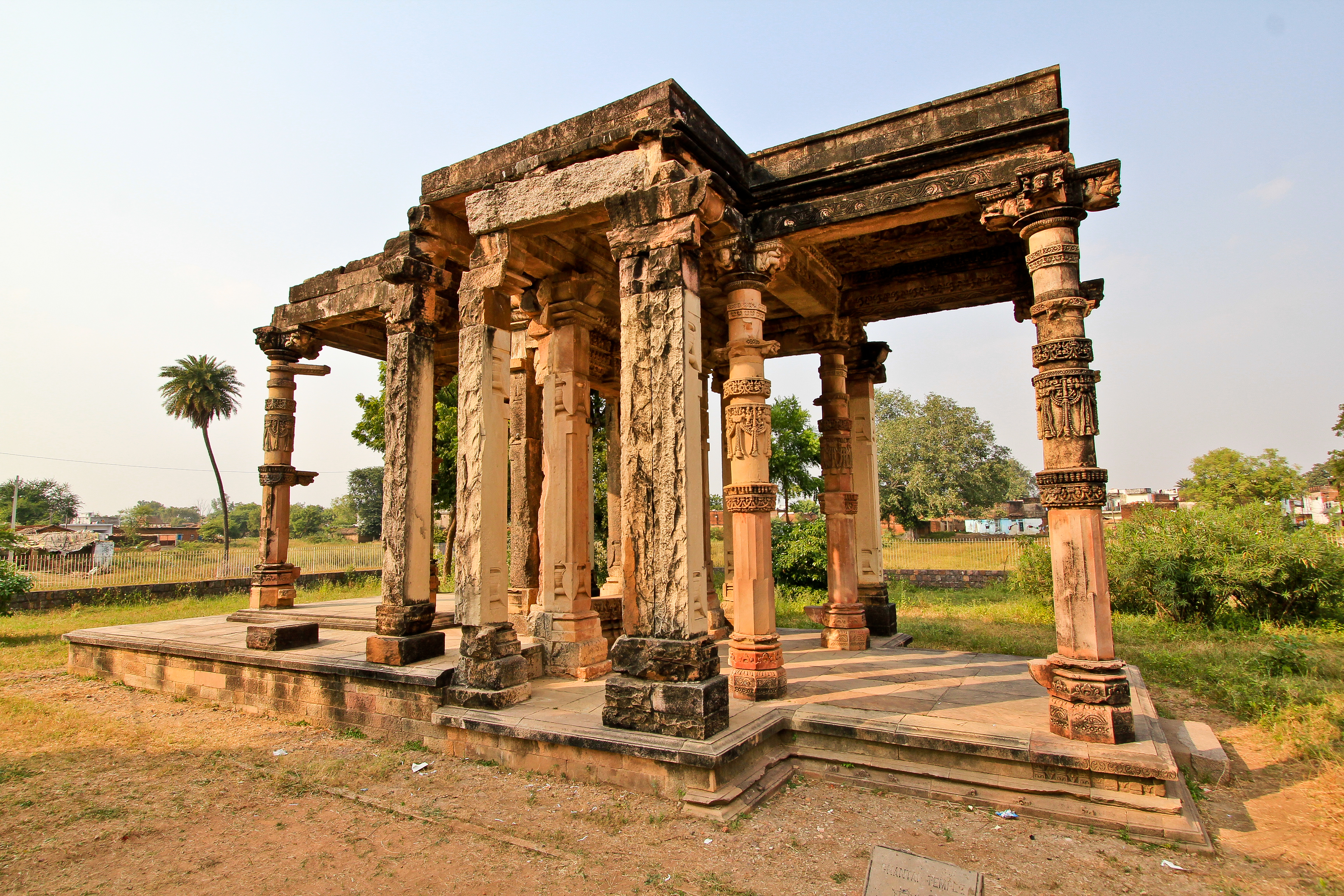
Руины джайнистского храма Гантаи
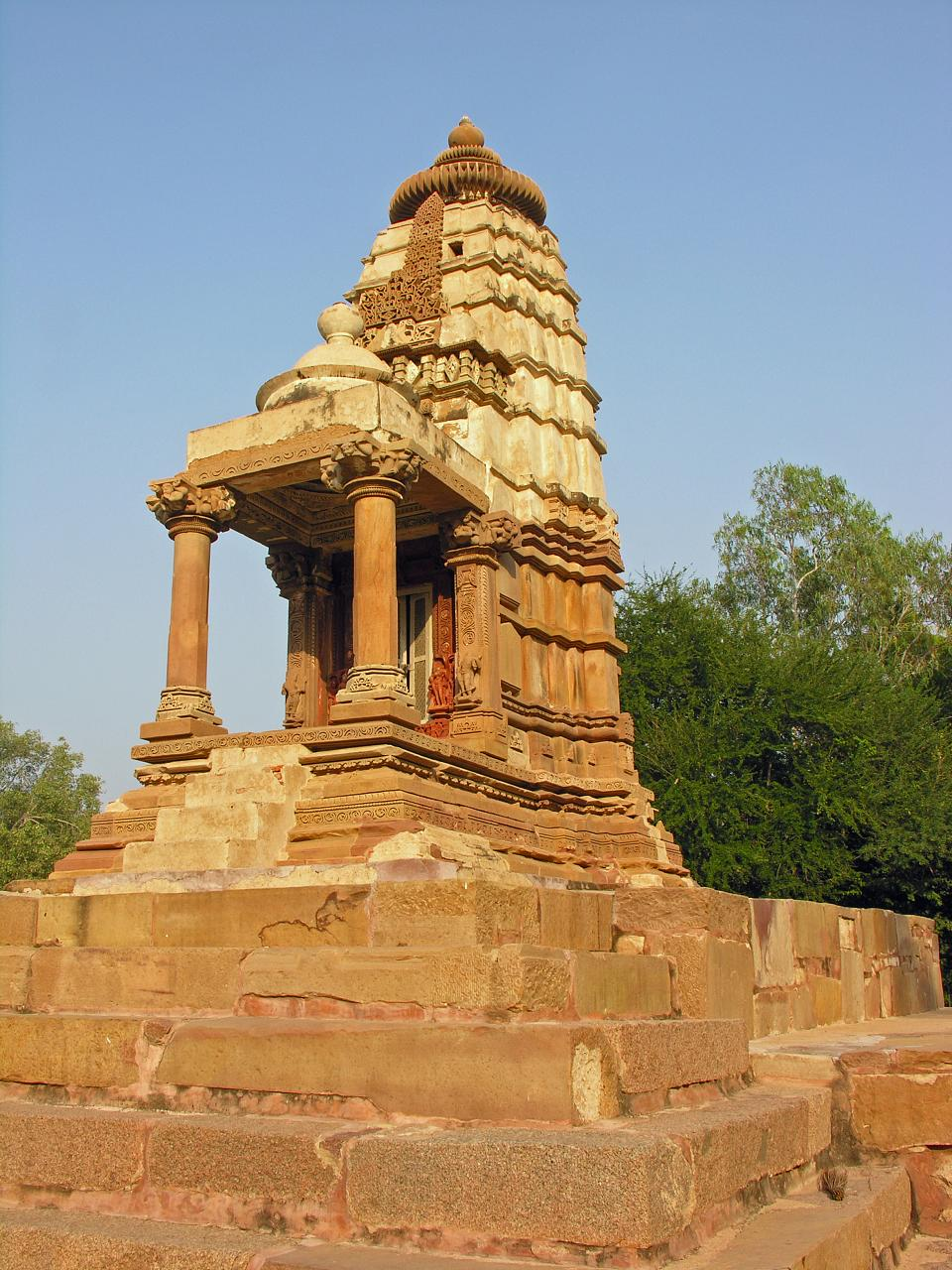
Храм Лакшми
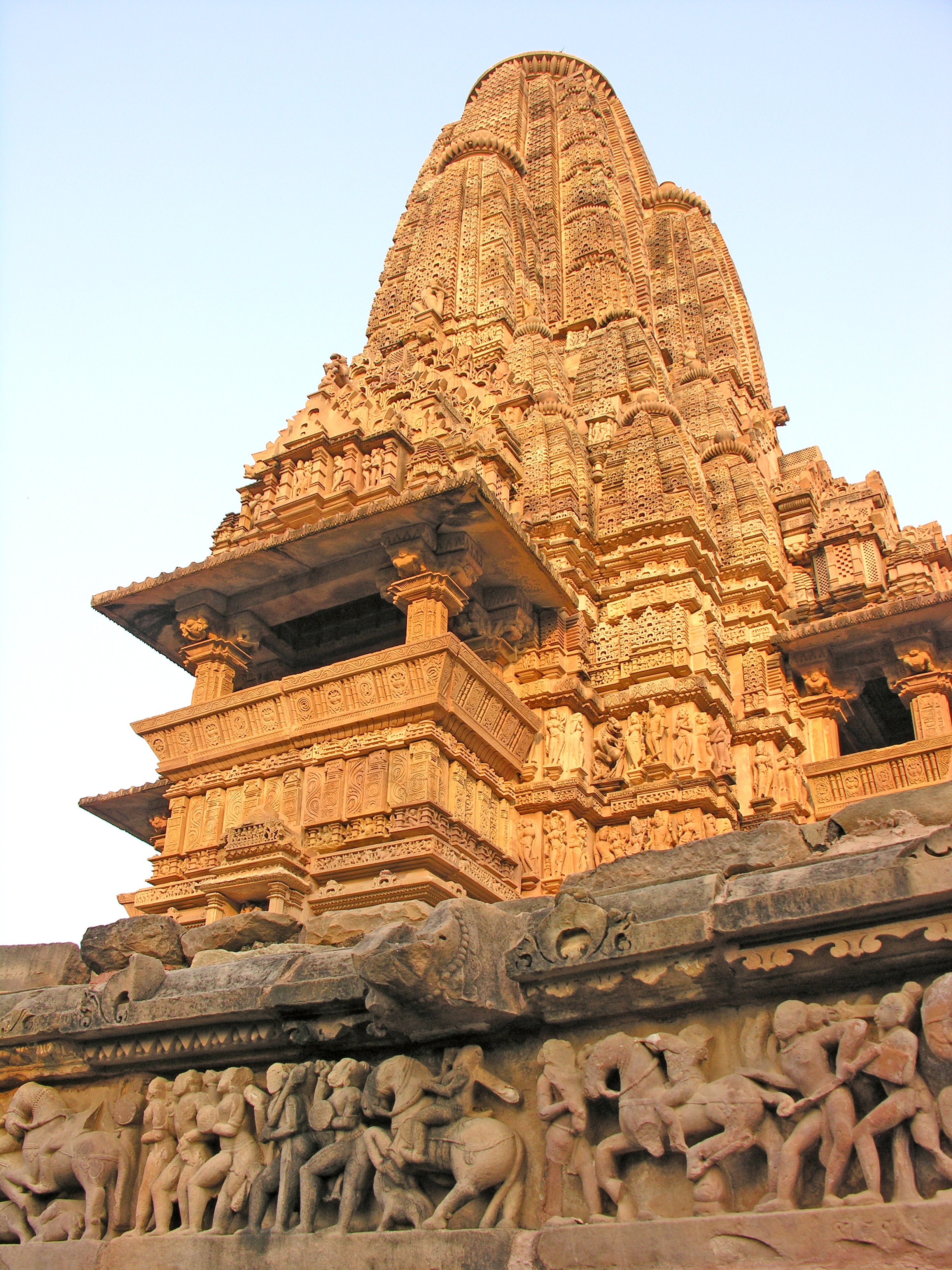
Шикхара храма Лакшмана
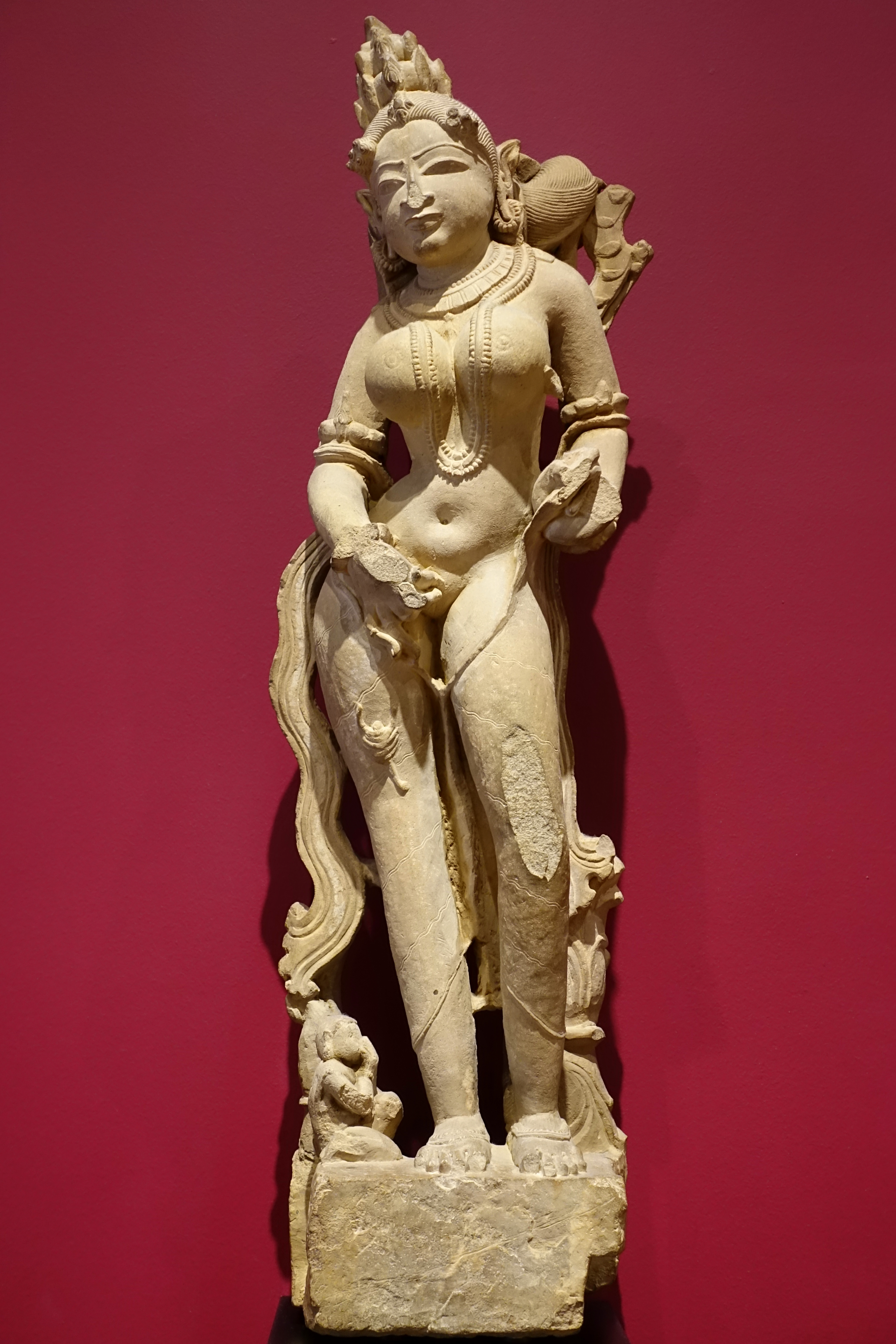
Скульптура апсары из Кхаджурахо, Музей искусств Далласа (США)
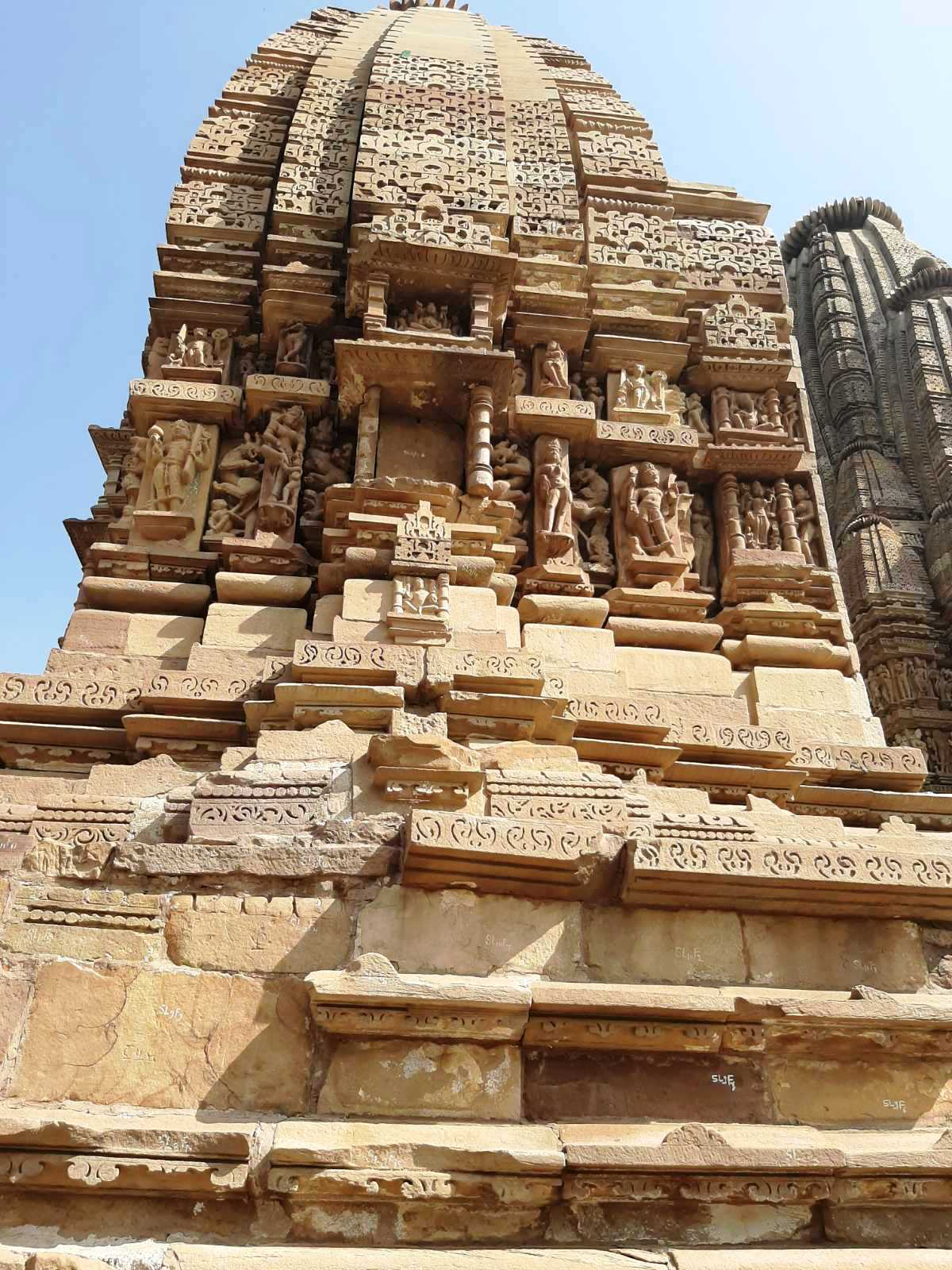
Один из храмов в Кхаджурахо
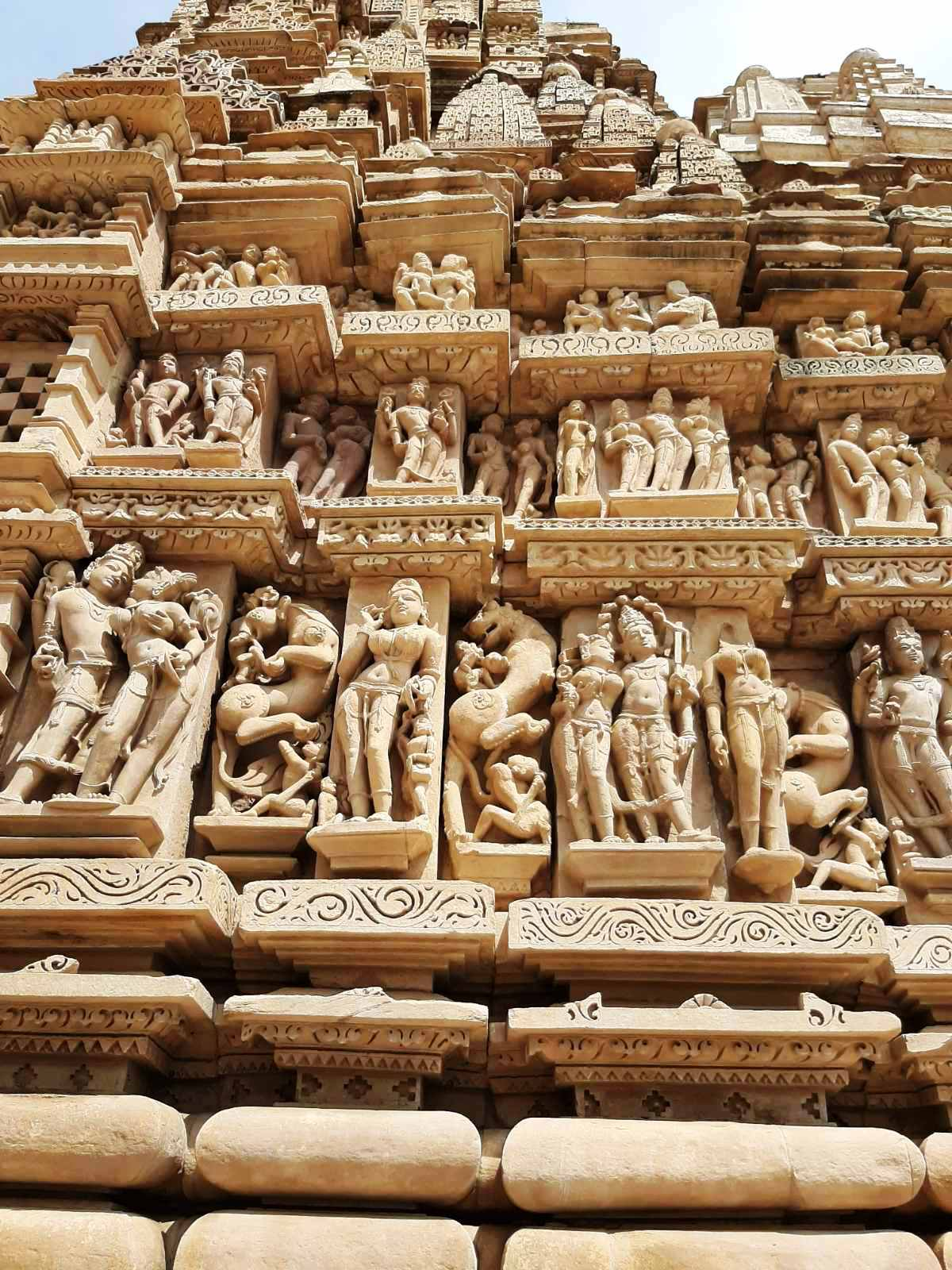
Скульптуры на храме